# Ignacio Zaragoza, Cunduacán
Ignacio Zaragoza är en ort i Mexiko.   Den ligger i kommunen Cunduacán och delstaten Tabasco, i den sydöstra delen av landet, 600 km öster om huvudstaden Mexico City. Ignacio Zaragoza ligger 21 meter över havet och antalet invånare är 470.
Terrängen runt Ignacio Zaragoza är mycket platt. Runt Ignacio Zaragoza är det ganska tätbefolkat, med 155 invånare per kvadratkilometer. Närmaste större samhälle är Cárdenas, 12,4 km söder om Ignacio Zaragoza. Trakten runt Ignacio Zaragoza består till största delen av jordbruksmark.